# Brod na Kupi

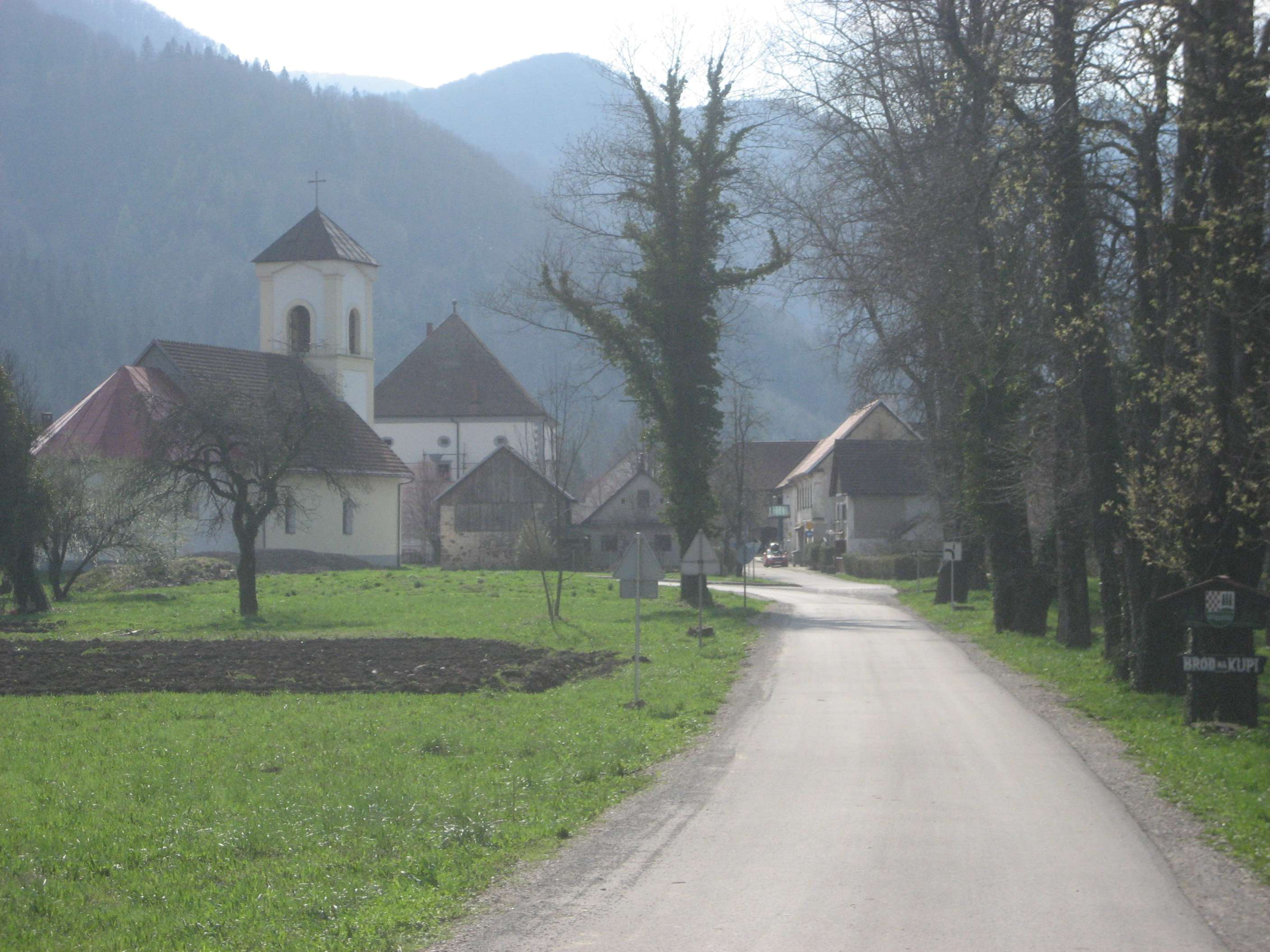
Brod na Kupi

Brod na Kupi ist eine Ortschaft in Kroatien etwa 12 km nördlich von Delnice (Gespanschaft Primorje-Gorski kotar). Die Einwohnerzahl beträgt laut Volkszählung von 2011 207 Einwohner. 
Das Dorf liegt an einem Zufluss der Kupa, nach der es auch benannt ist. In Brod na Kupi befindet sich ein Grenzübergang nach Slowenien. 

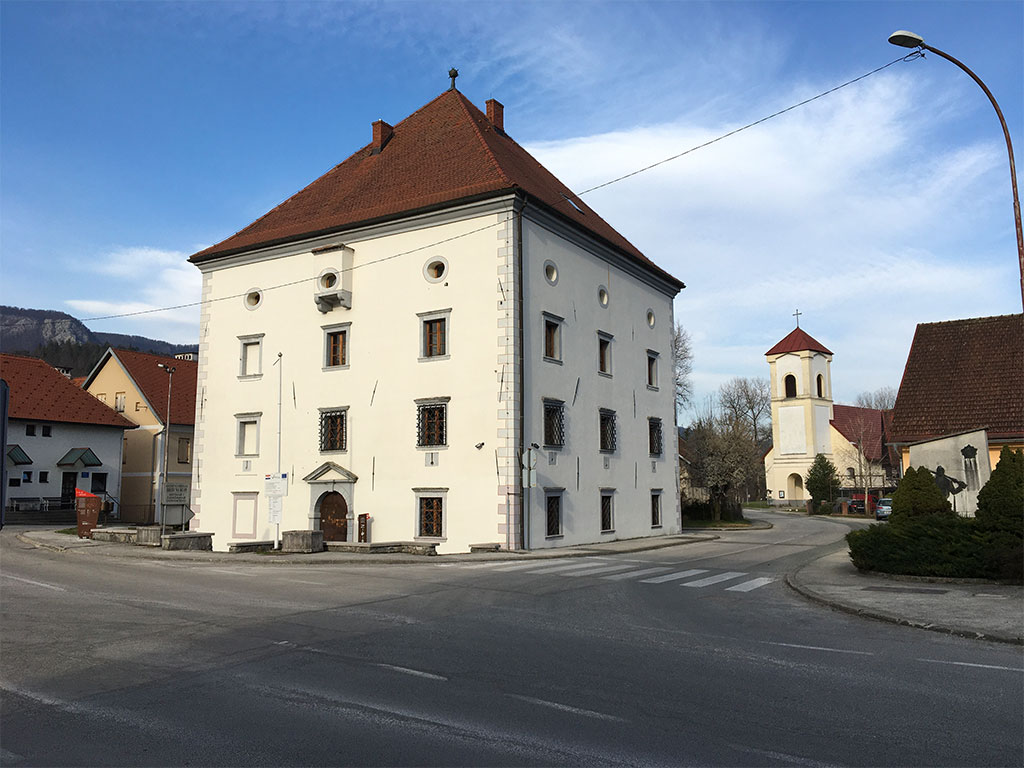
Zentrum von Brod na Kupi

Ribarsko (Fischerdorf), der alte Name des Dorfes, weist auf den Fischreichtum der Umgebung hin. Noch heute ist diese Gegend bei Anglern beliebt. Der Ort ist ein Ausgangspunkt für Touristen, die den Gorski kotar besuchen.
Wichtigste Sehenswürdigkeit ist die Kirche Sv. Magdalene aus dem Jahr 1670 und das Schloss der Adelsfamilie Zrinski aus dem Jahr 1651.